# Los Angeles (Schiff)
Die USS Los Angeles (CA-135) war ein Schwerer Kreuzer der United States Navy und gehörte der Baltimore-Klasse an. Sie wurde nach der Stadt Los Angeles benannt.

## Geschichte
Die Los Angeles wurde 1943 auf der Philadelphia Naval Shipyard auf Kiel gelegt und lief rund 13 Monate später vom Stapel. Die offizielle Indienststellung fand am 22. Juli 1945 statt.
Nach ersten Erprobungsfahrten vor Kuba führte die erste Fahrt im Oktober 1945 in den Westpazifik, Anfang 1946 machte die Los Angeles in Shanghai fest. Am 9. April 1948 wurde der noch während des Zweiten Weltkrieges auf Kiel gelegte Kreuzer außer Dienst gestellt und der Reserveflotte zugewiesen.
Vier Jahre später, am 27. Januar 1951, wurde die Los Angeles im Zuge des beginnenden Koreakrieges jedoch wieder aktiviert. Im Mai des Jahres erreichte der Kreuzer die Küste Koreas und diente als Flaggschiff des Commanders CRUDIV 5 (Kommandeurs der Kreuzerdivision 5), Admiral Arleigh Burke. Ende des Jahres folgte eine Werftüberholung, wiederum im Oktober 1952 eine zweite Korea-Fahrt, während der das Schiff durch feindliche Küstenbatterien leicht beschädigt wurde.
Nach dem Krieg wurde die Los Angeles, meist als Flaggschiff, noch acht Mal in den westlichen Pazifik verlegt. Ende der 1950er Jahre erhielt das Schiff außerdem drei Marschflugkörper des Typs SSM-N-8A Regulus, die vom Achterdeck abgefeuert werden konnten. Am 15. November 1963 wurde das Schiff ein zweites Mal außer Dienst gestellt und ging in die Reserveflotte. 1974 wurde es aus dem Naval Vessel Register gestrichen. Am 16. Mai 1975 wurde die Los Angeles für 1.036.089 US-Dollar an die National Steel Corporation verkauft und im Hafen von San Pedro abgewrackt.

## Trivia
Die Los Angeles rettet im Album Kohle an Bord der Comicserie Tim und Struppi die Hauptcharaktere vor dem U-Boot von Rastapopoulos, indem die Wasserflugzeuge das U-Boot bombardieren.